# 普拉蒂廖内
普拉蒂廖内（義大利語：Pratiglione），是意大利都灵省的一个市镇。总面积8平方公里，人口582人，人口密度72.8人/平方公里（2009年）。ISTAT代码为001207。